# Eumenes I av Pergamon
Eumenes I, död 241 f.Kr., var härskare av det pergamiska riket från 263 till 241 f.Kr. och var den andra attalidiska dynasten.
Eumenes I:s far, som också hette Eumenes, var bror till Filetairos, som var den första styrande i Pergamon. Filetairos, som var eunuck, adopterade sin brorson som tog över efter Filetairos död. Eumenes expanderade riket och besegrade till och med seleukidkungen Antiochos I. Dock tvingades han betala tribut till de invaderande galaterna. Han härskade i 22 år, och efterträddes av sitt kusinbarn Attalos I Soter.